# Christentum in Afrika

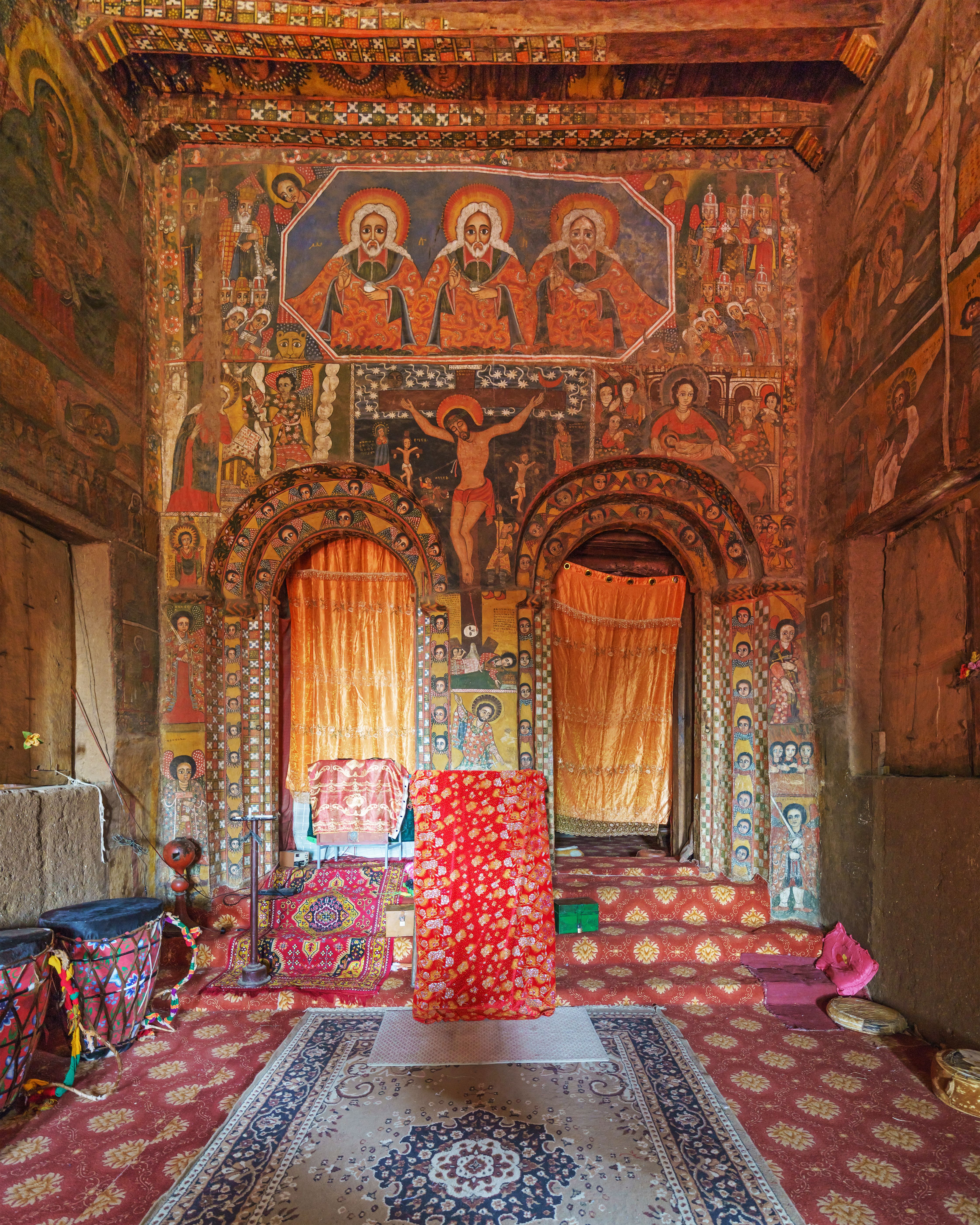
Kirche des Klosters Debre Berhan Selassie in Gonder, Äthiopien

Das Christentum in Afrika breitete sich ab dem 1. Jahrhundert über Ägypten entlang der afrikanischen Mittelmeerküste und des Nils aus. Im heutigen Äthiopien und Eritrea wurde im 4. Jahrhundert das Christentum unter König Ezana im damaligen Aksum zur Staatsreligion erhoben. Durch Handelsstützpunkte der Europäer und die Kolonisation des Kontinents kam das Christentum ab dem 15. Jahrhundert ins übrige Afrika. Dabei spielten die Missionskirchen und die unabhängigen afrikanischen Kirchen die dominierende Rolle.
Zwischen 37 und 41 % der afrikanischen Bevölkerung gehören christlichen Konfessionen an (u. a. Kopten). Die Mehrheit der afrikanischen Christen lebt im östlichen, zentralen und südlichen Afrika.
Die Zahl der Christen in Afrika ist in den letzten Jahrzehnten deutlich gewachsen. So hat allein die Anzahl der Katholiken in Afrika zwischen 1980 und 2012 um 238 % zugenommen.

## Frühe Missionierung
Das Christentum breitete sich im Mittelmeerraum und am Roten Meer schon früh aus; im 4. Jahrhundert wurde das Hochland von Abessinien christianisiert.
- Koptische Kirche
  - Liste der Patriarchen von Alexandria
- Äthiopisch-Orthodoxe Tewahedo-Kirche
  - Liste der Patriarchen von Äthiopien

Die weitere Verbreitung des Christentums in Afrika begann mit den Expansionsbestrebungen Portugals (siehe Portugiesische Kolonialgeschichte). Die erste Missionsarbeit begann Anfang des 16. Jahrhunderts im Kongogebiet. Jesuiten, Dominikaner, Augustiner und französische Missionare versuchten seit 1624 – vergeblich – die Ostküste Afrikas zu missionieren. Anfang des neunzehnten Jahrhunderts waren nahezu alle Spuren dieser Missionierungsversuche verschwunden.

## Missionierung im Zuge von Handel und Kolonisation
- Ab dem 19. Jahrhundert folgten die Missionare den Kolonialmächten oder waren Wegbereiter.

## Protestantische Missionierung
- Bleckmarer Mission
- Berliner Missionswerk
- Hermannsburger Mission
- SIL International
- Herrnhuter Brüdergemeine
- Bethel Mission

## Artikel

### Nach Ländern

#### Ägypten
Siehe Hauptartikel: Christentum in Ägypten
- Griechisch-Orthodoxes Patriarchat von Alexandria
- Kopten
- Koptische Kirche
- Mariam
- Protestantismus in Ägypten
- Römisch-katholische Kirche in Ägypten
  - Koptisch-katholische Kirche

#### Algerien
Siehe Hauptartikel: Christentum in Algerien
- Römisch-katholische Kirche in Algerien
- Gelasius I.
- Kabylen
- Protestantismus in Algerien

#### Angola
- Römisch-katholische Kirche in Angola
- Baptistenkonvention von Angola (Convenção Baptista de Angola)
- Evangelisch-Kongregationalistische Kirche in Angola (Igreja Evangélica Congregacional em Angola)
- Evangelisch-Reformierte Kirche in Angola (Igreja Evangelica Reformada de Angola)
- Evangelisch-Lutherische Kirche Angolas (Igreja Evangélica Luterana de Angola)
- Konfessionell-Lutherische Kirche in Angola (Igreja Luterana Confessional em Angola)
- Presbyterianische Kirche von Angola (Igreja Presbiteriana de Angola)

#### Äquatorialguinea
- Römisch-katholische Kirche in Äquatorialguinea

#### Äthiopien
- Äthiopisch-Orthodoxe Tewahedo-Kirche
  - Lalibela
  - Klöster am Tanasee
  - Äthiopischer Ritus
- Protestantismus in Äthiopien
  - Kale-Heywat-Kirche
  - Mekane-Yesus-Kirche
  - Meserete-Kristos-Kirche
- Römisch-katholische Kirche in Äthiopien
  - Äthiopisch-Katholische Kirche

#### Benin
- Römisch-katholische Kirche in Benin
- Himmlische Kirche Christi
- Lutherische Kirche in Afrika – Benin Synode

#### Botswana
- Römisch-katholische Kirche in Botswana
- Evangelisch-Lutherische Kirche in Botswana
- Zion Christian Church

#### Burkina Faso
- Römisch-katholische Kirche in Burkina Faso
- Evangelisch-Lutherische Kirche von Burkina Faso

#### Burundi
- Church of the Province of Burundi
- Römisch-katholische Kirche in Burundi

#### Dschibuti
- Römisch-katholische Kirche in Dschibuti
  - Bistum Dschibuti

#### Elfenbeinküste
- Römisch-katholische Kirche in der Elfenbeinküste
  - Basilika Notre-Dame de la Paix
- Harristenkirche

#### Eritrea
- Eritreisch-Orthodoxe Tewahedo-Kirche
- Römisch-katholische Kirche in Eritrea
  - Eritreisch-Katholische Kirche
- Evangelisch-Lutherische Kirche in Eritrea

#### Eswatini
- Römisch-katholische Kirche in Eswatini
  - Bistum Manzini
- Protestantismus in Eswatini

#### Gabun
- Römisch-katholische Kirche in Gabun
  - Erzbistum Libreville

#### Gambia
- Römisch-katholische Kirche in Gambia
  - Bistum Banjul

#### Ghana
- Römisch-katholische Kirche in Ghana
- Presbyterianische Kirche von Ghana
- Evangelische Ewe-Kirche
  - Evangelical Presbyterian Church Ghana
- Evangelisch-Lutherische Kirche Ghanas
- Church of the Province of West Africa
  - Internal Province of Ghana

#### Guinea
- Römisch-katholische Kirche in Guinea

#### Guinea-Bissau
- Römisch-katholische Kirche in Guinea-Bissau

#### Kamerun
- Römisch-katholische Kirche in Kamerun
- Afrikanische Protestantische Kirche
- Kameruner Baptistische Kirche
- Presbyterianische Kirche in Kamerun
- Evangelische Kirche von Kamerun
- Evangelisch-Lutherische Kirche in Kamerun
- Lutherische Brüderkirche Kameruns
- Evangelische Kirche in Kamerun
- Presbyterianische Kirche von Kamerun
- Union der baptistischen Kirchen in Kamerun

#### Kap Verde
- Römisch-katholische Kirche in Kap Verde

#### Kenia
- Römisch-katholische Kirche in Kenia
- African Israel Church, Nineveh
- Anglican Church of Kenya
- Evangelical Lutheran Church in Kenya
- Kenya Evangelical Lutheran Church
- Legio Maria
- Methodist Church in Kenya
- Presbyterianische Kirche von Ostafrika

#### Komoren
Siehe Hauptartikel: Christentum auf den Komoren
- Römisch-katholische Kirche auf den Komoren
  - Apostolisches Vikariat Archipel der Komoren

#### Demokratische Republik Kongo
- Römisch-katholische Kirche in der Demokratischen Republik Kongo
- Evangelisch-Lutherische Kirche im Kongo
- Kimbanguistenkirche

#### Republik Kongo
- Römisch-katholische Kirche in der Republik Kongo
- Evangelisch-Lutherische Kirche des Kongo

#### Lesotho
- Römisch-katholische Kirche in Lesotho
- Evangelisch-Lutherische Kirche in Lesotho
- Lesotho Evangelical Church in Southern Africa

#### Liberia
Siehe Hauptartikel: Christentum in Liberia
- Römisch-katholische Kirche in Liberia
- Lutherische Kirche in Liberia
- Evangelisch-Lutherische Kirche von Liberia

#### Libyen
Siehe Hauptartikel: Christentum in Libyen
- Römisch-katholische Kirche in Libyen

#### Madagaskar
- Römisch-katholische Kirche in Madagaskar
- Protestantismus in Madagaskar
  - Madagassische Lutherische Kirche

#### Malawi
- Römisch-katholische Kirche in Malawi
- Protestantismus in Malawi
  - Baptisten in Malawi
  - Evangelisch-Lutherische Kirche in Malawi

#### Mali
- Römisch-katholische Kirche in Mali

#### Marokko
Siehe Hauptartikel: Christentum in Marokko
- Römisch-katholische Kirche in Marokko

Im islamisch geprägten Marokko stellt das Christentum mit max. 1 % die Minderheit.
Die Römisch-katholische Kirche in Marokko mit den Erzbistümern Rabat und Tanger zählt 24.000 Mitglieder.
Vertreten sind zudem die Russisch-Orthodoxe Kirche mit einer Gemeinde sowie protestantische Christen.

#### Mauretanien
- Römisch-katholische Kirche in Mauretanien

#### Mauritius
- Römisch-katholische Kirche in Mauritius

#### Mosambik
- Römisch-katholische Kirche in Mosambik
- Protestantismus in Mosambik
  - Evangelisch-Lutherische Kirche in Mosambik
  - Presbyterianische Kirche von Mosambik

#### Namibia
Siehe Hauptartikel: Christentum in Namibia
- Römisch-katholische Kirche in Namibia
- Protestantismus in Namibia
  - Evangelisch-Lutherische Kirche in Namibia (DELK)
  - Evangelisch-Lutherische Kirche in der Republik Namibia
  - Evangelisch-Lutherische Kirche in Namibia (ELCIN)

#### Niger
- Römisch-katholische Kirche in Niger

#### Nigeria
Siehe Hauptartikel: Christentum in Nigeria
- Aladura-Kirchen
- Apostolic Church
- Church of Nigeria
- Christian Association of Nigeria
- Christian Council of Nigeria
- Evangelical Church of West Africa
- Lutherische Kirche Christi in Nigeria
- Lutherische Kirche von Nigeria
- Methodistische Kirche Nigeria
- Nigerian Baptist Convention
- Presbyterian Church of Nigeria
- Redeemed Christian Church of God
- Römisch-katholische Kirche in Nigeria

#### Ruanda
- Römisch-katholische Kirche in Ruanda
- Church of the Province of Rwanda
- Lutherische Kirche von Ruanda
- Lutherische Mission in Afrika – Synode von Thousand Hills

#### Sambia
- Römisch-katholische Kirche in Sambia
- Protestantismus in Sambia
- Neuapostolische Kirche Sambia
- Evangelisch-Lutherische Kirche in Sambia
- Evangelisch-Lutherische Kirche in Afrika–Sambia

#### São Tomé und Príncipe
- Römisch-katholische Kirche in São Tomé und Príncipe
  - Bistum São Tomé und Príncipe

#### Senegal
- Römisch-katholische Kirche im Senegal
- Lutherische Kirche von Senegal

#### Seychellen
- Römisch-katholische Kirche auf den Seychellen
  - Bistum Port Victoria

#### Sierra Leone
- Römisch-katholische Kirche in Sierra Leone
- Evangelisch-Lutherische Kirche in Sierra Leone

#### Simbabwe
- Römisch-katholische Kirche in Simbabwe
- Protestantismus in Simbabwe
  - Evangelisch-Lutherische Kirche in Simbabwe

#### Somalia
- Römisch-katholische Kirche in Somalia
  - Bistum Mogadischu

#### Südafrika
- Apostolic Church
- Apostolic Church of South Africa – Apostle Unity
- Old Apostolic Church
- Anglikanische Kirche des südlichen Afrika
  - Desmond Tutu
- Brüder-Unität in Südafrika
- Evangelisch-Lutherische Kirche im Südlichen Afrika
- Evangelisch-Lutherische Kirche in Südafrika (Kap)
- Evangelisch-Lutherische Kirche im Südlichen Afrika (Natal-Transvaal)
- Freie Evangelisch-Lutherische Synode in Südafrika
- Lutheran Church in Southern Africa
- Konfessionell-lutherische St. Petrus Synode von Südafrika
- Reformierte Lutherische Kirche in Südafrika
- Vereinigte Lutherische Kirche in Südafrika
- Römisch-katholische Kirche in Südafrika
- Zion Christian Church
- Neuapostolische Kirche
- Uniting Reformed Church in Southern Africa

#### Sudan
- Römisch-katholische Kirche im Sudan
  - Gabriel Zubeir Wako
  - Daniele Comboni
  - Ignaz Knoblecher
- Province of the Episcopal Church of Sudan

#### Südsudan
- Römisch-katholische Kirche im Sudan
- Province of the Episcopal Church of South Sudan
- Evangelisch-Lutherische Kirche des Südsudan

#### Tansania
- Römisch-katholische Kirche in Tansania
  - Peramiho
- Anglikanische Kirche von Tansania
- Evangelisch-Lutherische Kirche in Tansania
- Evangelistic Assemblies of God Tanzania

#### Togo
- Römisch-katholische Kirche in Togo
- Protestantismus in Togo
  - Presbyterianische Evangelische Kirche von Togo
  - Lutherische Kirche von Togo

#### Tschad
- Römisch-katholische Kirche im Tschad

#### Tunesien
- Römisch-katholische Kirche in Tunesien
  - Erzbistum Tunis

#### Uganda
- Römisch-katholische Kirche in Uganda
- Kirchenprovinz Uganda der Anglikanischen Gemeinschaft
- Lutherische Kirche von Uganda

#### Zentralafrikanische Republik
- Römisch-katholische Kirche in der Zentralafrikanischen Republik
- Evangelisch-Lutherische Kirche der Zentralafrikanischen Republik

### Umstrittene Gebiete

#### Westsahara
- Römisch-katholische Kirche in der Westsahara
  - Apostolische Präfektur Westsahara

### Französische Überseegebiete

#### Mayotte
- Römisch-katholische Kirche in Mayotte
  - Apostolisches Vikariat Archipel der Komoren

#### Réunion
- Römisch-katholische Kirche in Réunion
  - Bistum Saint-Denis-de-La Réunion

### Länderübergreifend, allgemein
- Alexandrinischer Ritus
- Äthiopismus

#### Afrikanische Kirche
- Alt-Apostolische Kirche
- Cherubim and Seraphim Society
- Church of the Province of West Africa
- Kimbanguistenkirche
- Schwarzafrikanische Kirchen

## Listen
- Liste afrikanischer Theologen
- Liste der Patriarchen von Äthiopien
- Liste der Patriarchen von Alexandria
  - Lateinisches Patriarchat von Alexandria
  - Liste der orthodoxen Patriarchen von Alexandria
- Liste der Patriarchen von Karthago
- Liste der koptischen Päpste
- Liste der römisch-katholischen Diözesen
  - Liste der Patriarchen der Koptisch-Katholischen Kirche
  - Liste der römisch-katholischen Titularbistümer
  - Liste der Bischöfe von Ceuta
  - Liste der Bischöfe der Kanarischen Inseln
- Liste der Mitgliedskirchen des Lutherischen Weltbundes
- Liste der Mitgliedskirchen des Internationalen Lutherischer Rates
- Liste der Mitgliedskirchen der Anglikanischen Gemeinschaft

## Kategorien
- Kategorie:Religion (Afrika)
  - Kategorie:Christentum in Afrika